# Henry Ossawa Tanner
Pour les articles homonymes, voir Henry Tanner et Tanner.
Henry Ossawa Tanner (né le 21 juin 1859 – mort le 24 mai 1937) est un peintre afro-américain qui atteignit la renommée internationale pour ses peintures de paysages et d'inspiration religieuse.

## Biographie

### Jeunesse et formation
Henry Ossawa Tanner naît à Pittsburgh, en Pennsylvanie, de Benjamin Tucker, pasteur de l’African Methodist Episcopal Church, et de Sarah Miller Tanner, enseignante. Tanner est l'aîné de leurs cinq enfants. En 1864, il suit sa famille à Philadelphie où il commence à se passionner pour les arts. Dès 1876, il se met à dessiner des paysages et des animaux vus au zoo de Philadelphie. De 1879 à 1885, il suit des études à la Pennsylvania Academy of the Fine Arts et a pour professeur Thomas Eakins, Thomas Hovenden et William Merritt Chase.

### Débuts
Henry Ossawa Tanner ouvre son propre atelier de peinture en 1886 à Philadelphie. En 1888, il s'installe à Atlanta où il ouvre un studio de photographie et parallèlement, enseigne le dessin à l'Université Clark. Une exposition de ses œuvres organisée par l'évêque méthodiste Joseph Crane Hartzell (en) et son épouse lui permet de recueillir suffisamment d'argent pour fuir les États-Unis dont le racisme ambiant le décourage.

### Installation en France
En 1891, Henry Ossawa Tanner voyage en France, où il s'installera. Il s'inscrit à l'Académie Julian où il étudie la peinture avec Benjamin-Constant et Jean-Paul Laurens puis rejoint l'American Art Students Club de Paris. Il s'installe à Étaples en 1900, là où se trouve la colonie artistique d'Étaples, sur les conseils de son ami Paul Dessart. Il est ami avec Eanger Irving Couse.
Tout en vivant en Normandie, il garde un atelier rue de Fleurus à Paris.
En décembre 1897, il rencontre Louise et Atherton Curtis, un couple de collectionneurs américains qui deviennent ses mécènes.
En 1912, il voyage au Maroc en compagnie d'Hilda Rix Nicholas et d'Annie L. Simpson.

### Reconnaissance
En 1897, Henry Ossawa Tanner sort de l'ombre lorsque le gouvernement français achète sa peinture The Raising of Lazarus exposée au Salon de Paris.
Par ses peintures d'inspiration religieuse, il obtient une réputation internationale.
En 1927, il sera le premier afro-américain à être élu membre de l'Académie américaine des beaux-arts.

### Vie privée

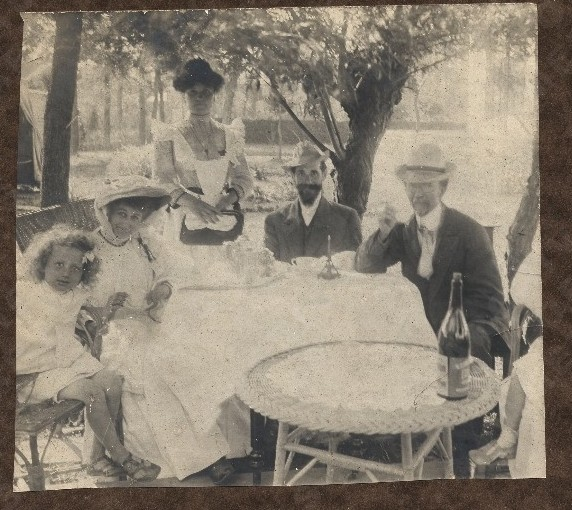
Sa fille, son épouse, Myron G. Barlow et Henry Tanner.

En 1899, Henry Ossawa Tanner épouse, à Londres, Jessie M. Olssen, une chanteuse d'opéra d'origine suédoise et écossaise, ils ont un fils unique Jesse Ossawa Tanner, né en 1903.

### Mort
Henry Ossawa Tanner, veuf, meurt le 24 mai 1937, à son domicile, au no 43, rue de Fleurus, dans le 6e arrondissement de Paris. Il repose au cimetière de Sceaux aux côtés de son épouse.

## Œuvres (sélection)
- Seascape-Jetty (c.1876–78),
- Pomp at the Zoo (1880). Collection privée,
- Boy and Sheep Lying under a Tree (1881). collection privée exposée au Philadelphia Museum of Art,
- Joachim Leaving the Temple (c. 1882-1888). Baltimore Museum of Art,
- Sand Dunes at Sunset, Atlantic City (1886). don de Sadie T. M. Alexander, exposée à la Maison Blanche,
- The Banjo Lesson (1893). Musée de l'université Hampton, Virginie[23],[24],
- The Thankful Poor (1894). Fondation Art Bridges, Bentonville,
- The Young Sabot Maker (1895). The Nelson-Atkins Museum of Art, à Kansas City (Missouri),
- Daniel in the Lions' Den (1895). Musée d'Art du comté de Los Angeles,
- La Résurrection de Lazare (1896). Musée d'Orsay, Paris[25],
- Bishop Benjamin Tucker Tanner (1897). Musée d'Art de Baltimore,
- Lions in the Desert (1897–1900). Smithsonian American Art Museum,
- L'Annonciation (1898). Philadelphia Museum of Art, collection W.P. Wilstach[26],[27],
- Nicodemus Visiting Jesus, (1899), Pennsylvania Academy of the Fine Arts, fond Joseph E. Temple[28],
- Moonlight Landscape (1898-1900). Muscarelle Museum of Art, de Williamsburg, Virginie,
- The Good Shepherd (1903). Zimmerli Art Museum de l'Université Rutgers,
- Return of the Holy Women (1904). Cedar Rapids Art Gallery, Iowa,
- Le Christ et ses disciples sur la route de Béthanie (1905). Musée d'Orsay,
- Abraham's Oak, (1905), Smithsonian American Art Museum, don de Mr. Mme Norman Robbins[29],
- Two Disciples at the Tomb (1905–06). Art Institute of Chicago,
- The Disciples See Christ Walking on the Water, 1907, Des Moines Art Center[15],
- The Holy Family (1909–10). Muskegon Museum of Art, dans le Michigan, fond Hackley,
- Near East Scene (1910), Des Moines Art Center[15],
- Christ and His Mother Studying the Scriptures (1910), Musée d'Art de Dallas[30],[31],
- Le Touquet (1910), Des Moines Art Center[15],
- Christ Learning to Read. (1911), Des Moines Art Center[15], don de la Des Moines Association of Fine Arts,
- Moroccan Scene (about 1912). Birmingham Museum of Art, en Alabama,
- Palace of Justice, Tangier (1912–13). Smithsonian American Art Museum,
- Fishermen's devotions, Étaples, vers 1916, collection du département du Pas-de-Calais[32]
- Portrait of Booker T. Washington (1917), State Historical Society of Iowa (en) à Des Moines[16],
- Scene in Cairo. Mabee-Gerrer Museum of Art, de Shawnee, Oklahoma

Quelques œuvres d'Henry Ossawa Tanner
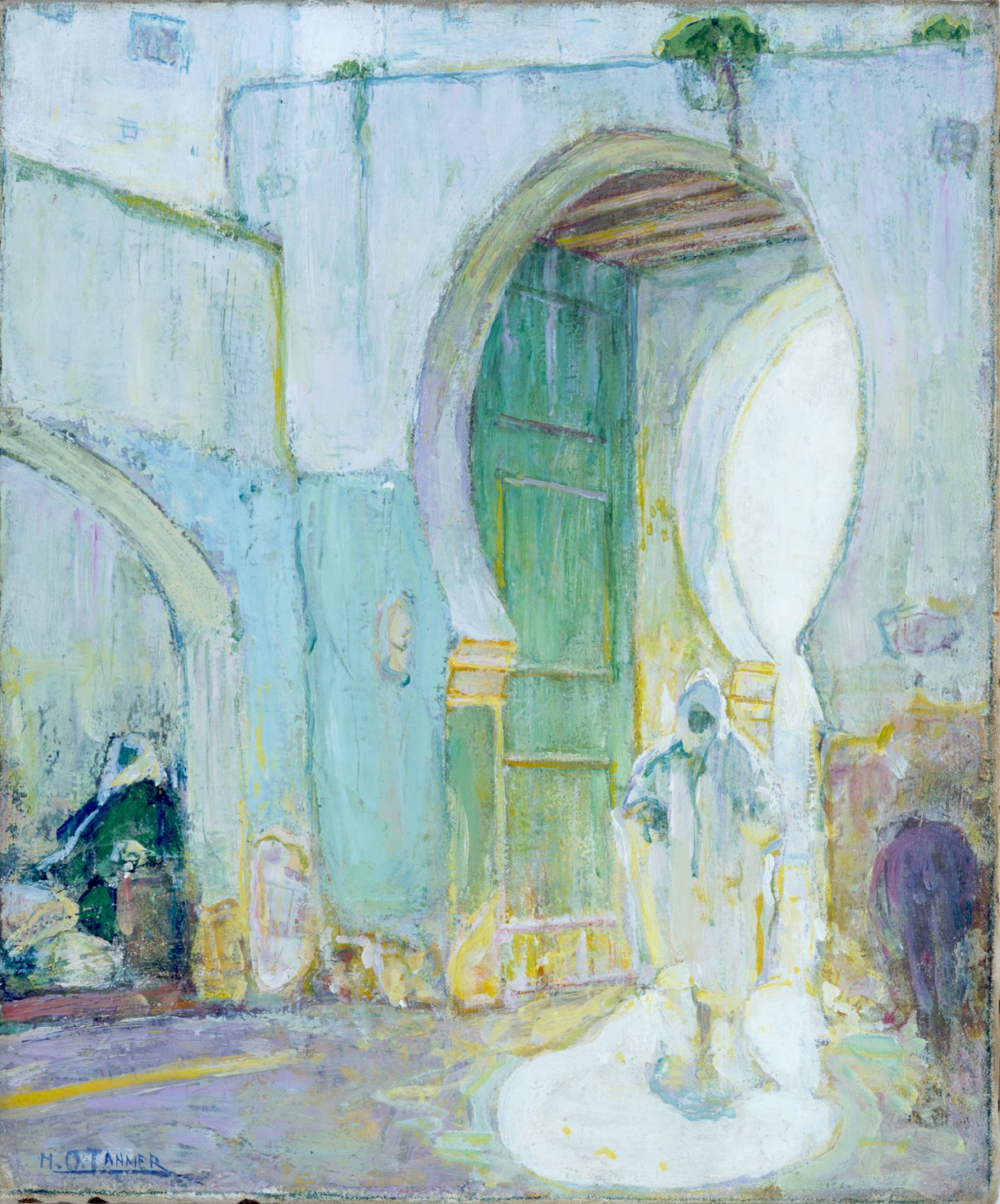
Gateway, Tangier, vers 1912.
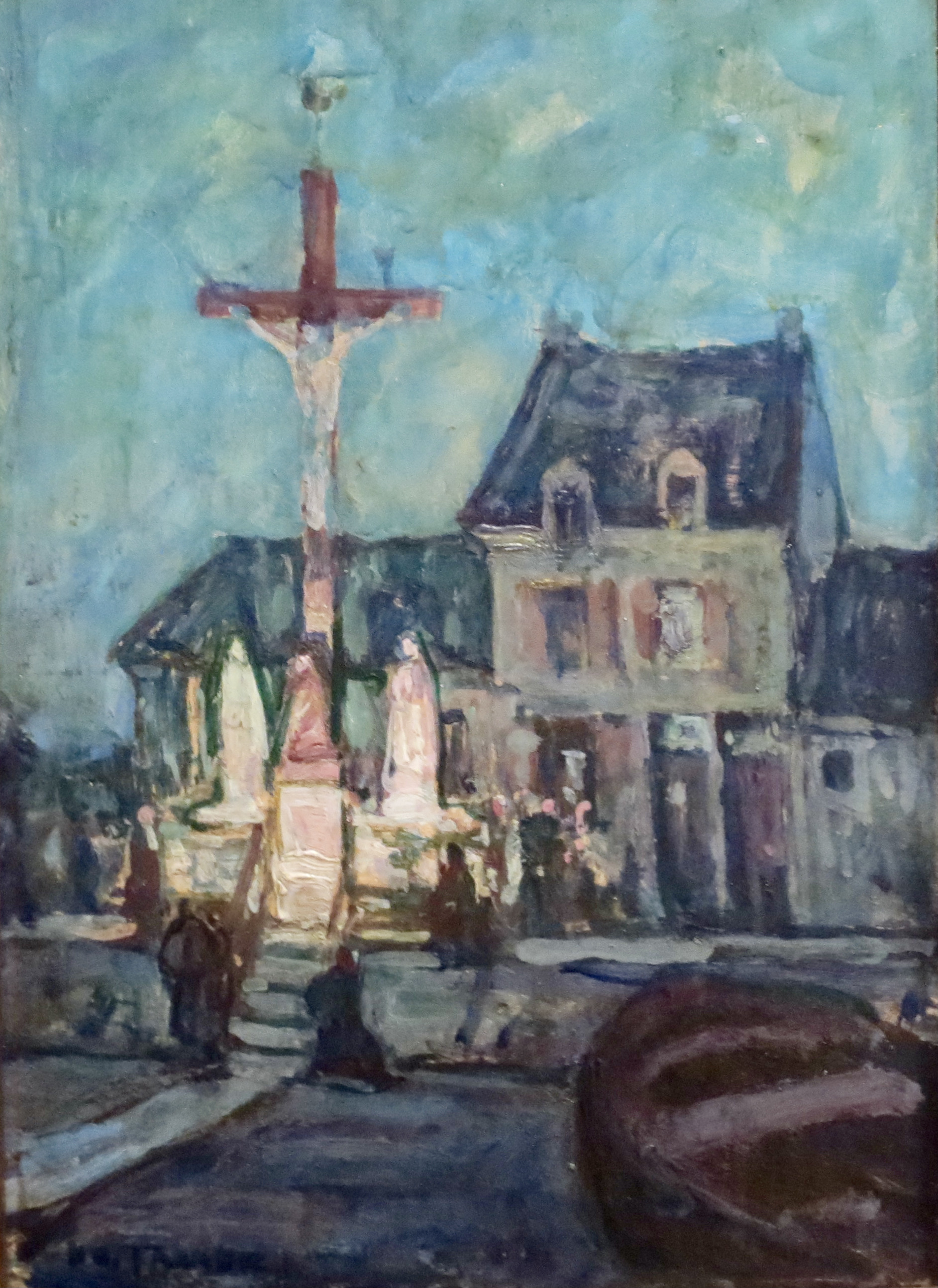
Fisherman's devotions, Étaples, vers 1916.
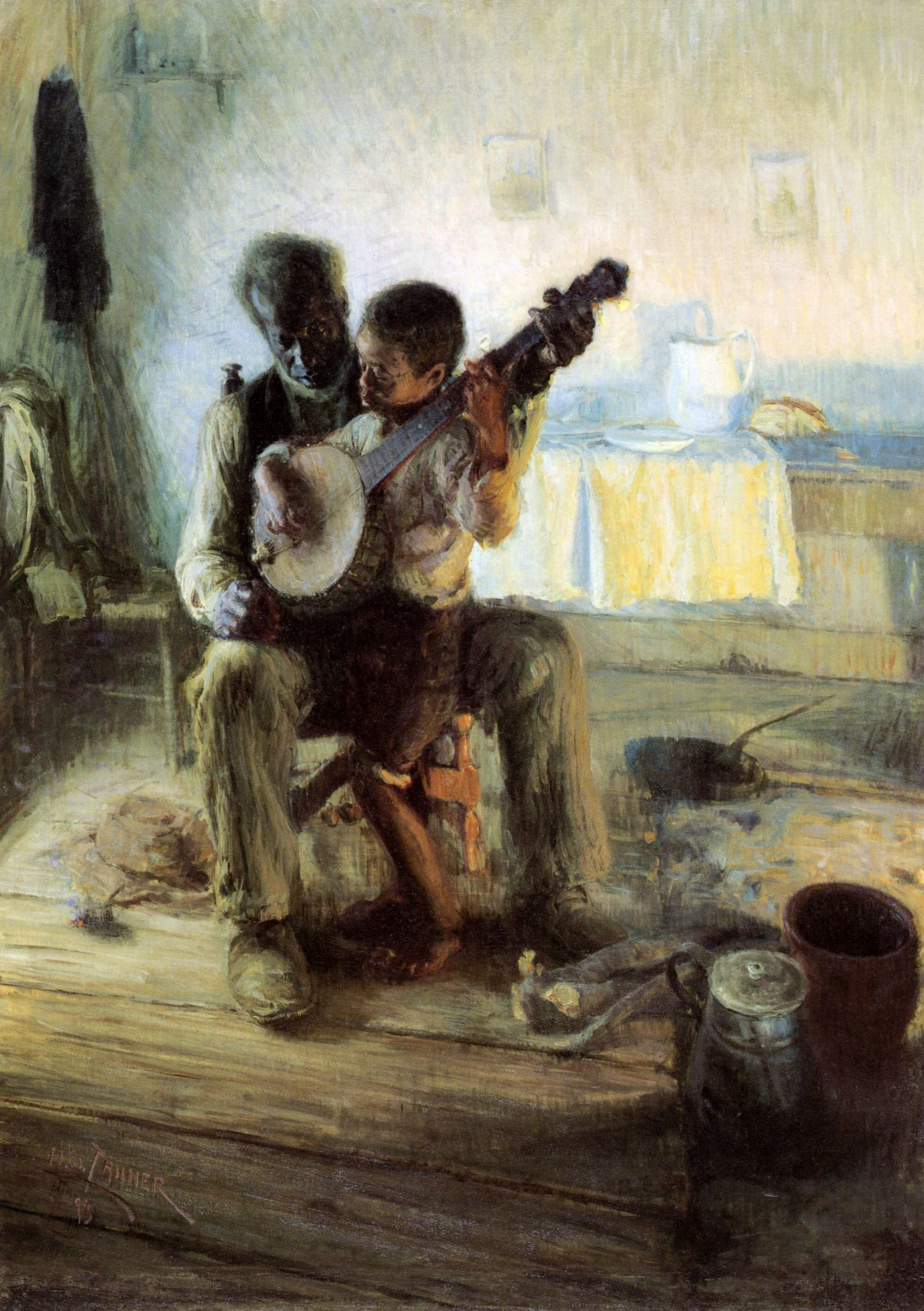
The Banjo Lesson.
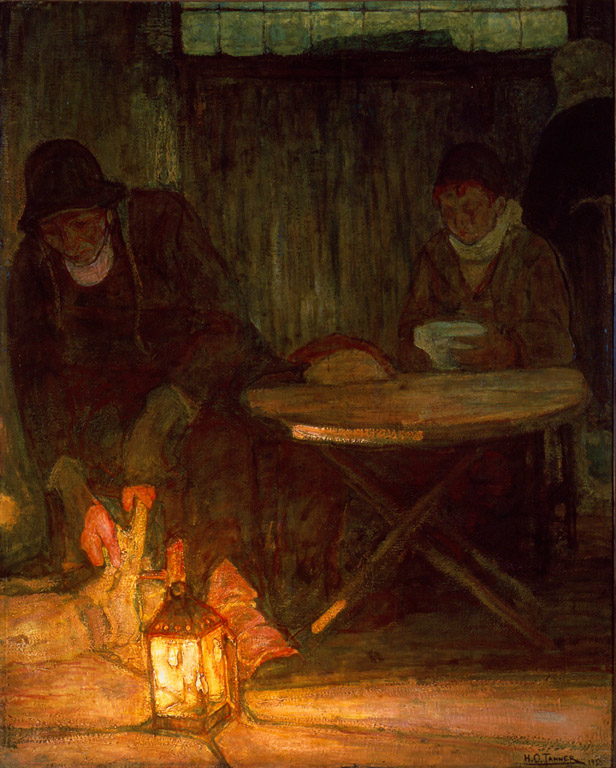
Étaples Fisher Folk, 1923.

## Récompenses et distinctions
- 1897 : Récipiendaire d'un médaille récompensant sa peinture "The Raising of Lazarus" exposée au Salon de Paris[5],
- 1900 : Lauréat du Lippincott Prize décerné par la Pennsylvania Academy of the Fine Arts, pour sa peinture "Nicodemus Visiting Jesus’", création de 1899[5],
- 1923 : Élévation au grade de Chevalier de la Légion d'honneur[33],[34],
- 1927 : Élection comme membre de l'Académie américaine des beaux-arts de New York[33].